# Ciruelas
Ciruelas – gmina w Hiszpanii, w prowincji Guadalajara, w Kastylii-La Mancha, o powierzchni 21,57 km². W 2011 roku gmina liczyła 128 mieszkańców.